# 山上憶良
山上 憶良（やまのうえの おくら）は、奈良時代初期の貴族・歌人。名は山於 億良とも記される。姓は臣。官位は従五位下・筑前守。

## 出自
山上憶良は、春日氏の一族にあたる皇別氏族の山上氏（山上臣）の出自とされる。（山上氏の祖は山上健豆とされる）山上の名称は大和国添上郡山辺郷の地名に由来するとされ、山於とも記される。

## 経歴
大宝元年（701年）第八次遣唐使の少録に任ぜられ、翌大宝2年（702年）唐に渡り儒教や仏教など最新の学問を研鑽する（この時の冠位は無位）。なお、憶良が遣唐使に選ばれた理由として大宝の遣唐使の執節使である粟田真人が同族の憶良を引き立てたとする説がある。和銅7年（714年）正六位下から従五位下に叙爵し、霊亀2年（716年）伯耆守に任ぜられる。養老5年（721年）佐為王・紀男人らと共に、東宮・首皇子（のち聖武天皇）の侍講として、退朝の後に東宮に侍すよう命じられる。
神亀3年（726年）頃筑前守に任ぜられ任国に下向。神亀5年（728年）頃までに大宰帥として大宰府に着任した大伴旅人と共に、筑紫歌壇を形成した。天平4年（732年）頃に筑前守任期を終えて帰京。天平5年（733年）6月に「老身に病を重ね、年を経て辛苦しみ、また児等を思ふ歌」を、また同じ頃に藤原八束が見舞いに遣わせた河辺東人に対して「沈痾る時の歌」を詠んでおり、以降の和歌作品が伝わらないことから、まもなく病死したとされる。
山上船主を憶良の子とする説がある。

## 歌風
仏教や儒教の思想に傾倒していたことから、死や貧、老、病などといったものに敏感で、かつ社会的な矛盾を鋭く観察していた。そのため、官人という立場にありながら、重税に喘ぐ農民や防人に取られる夫を見守る妻など、家族への愛情、農民の貧しさなど、社会的な優しさや弱者を鋭く観察した歌を多数詠んでおり、当時としては異色の社会派歌人として知られる。
抒情的な感情描写に長けており、また一首の内に自分の感情も詠み込んだ歌も多い。代表的な歌に『貧窮問答歌』、『子を思ふ歌』などがある。『万葉集』には78首が撰ばれており、大伴家持や柿本人麻呂、山部赤人らと共に奈良時代を代表する歌人として評価が高い。『新古今和歌集』（1首）以下の勅撰和歌集に5首が採録されている。

## 作品
- 好去好来の歌（第9次遣唐使大使（多治比広成）の無事の帰国を祈って送った歌）[8]
  - 神代より 云ひ伝て来らく 虚見つ 倭国は 皇神の厳しき国 言霊の 幸はふ国と 語り継ぎ 言ひ継がひけり　今の世の　人もことごと　目の前に　見たり知りたり　人多に　満ちてはあれども　高光る　日の朝廷　神ながら　愛の盛りに　天の下　奏し給ひし　家の子と　選び給ひて　勅旨　戴き持ちて　唐の　遠き境に　遣はされ　罷りいませ　海原の　邊にも沖にも　神留り　領きいます　諸の　大御神等　船舳に　導き申し　天地の　大御神たち　倭の　大國霊　ひさかたの　天の御虚ゆ　天がけり　見渡し給ひ　事了り　還らむ日には　また更に　大御神たち　船舳に　御手打ち懸けて　墨縄を　延へたるごとく　あちかをし　値嘉の岬より　大伴の　御津の濱びに　直泊に　御船は泊てむ　つつみなく　幸くいまして　早帰りませ[9]

（「神代欲理 云傳久良久 虚見通 倭國者 皇神能 伊都久志吉國 言霊能 佐吉播布國等 加多利継 伊比都賀比計理・・・」『万葉集』巻5-894）
- 反歌
  - 大伴の　御津の松原　かき掃きて　吾立ち待たむ　早帰りませ（『万葉集』巻5-895）
  - 難波津に　御船泊てぬと　聞え来ば　紐解き放けて　立走りせむ（『万葉集』巻5-896）

- 唐にて詠んだ歌
  - いざ子ども はやく日本へ[10] 大伴の御津の浜松 待ち恋ひぬらむ（『万葉集』巻1-63、『新古今和歌集』巻10-898）

- 有間皇子の挽歌
  - つばさなす あり通ひつつ 見らめども 人こそ知らね 松は知るらむ（『万葉集』巻2-145）[9]

- 宴を罷る歌
  - 憶良らは 今は罷らむ 子泣くらむ それその母も 吾を待つらむそ（『万葉集』巻3-337）[11]

- 日本挽歌
  - 大君の 遠の朝廷と しらぬひ 筑紫の國に 泣く子なす 慕ひ来まして 息だにも いまだ休めず 年月も いまだあらねば 心ゆも 思はぬ間に うちなびき 臥しぬれ 言はむ術 せむ術知らに 石木をも 問ひ放け知らず 家ならば 形はあらむを 恨めしき 妹の命の 吾をばも いかにせよとか にほ鳥の 二人並びゐ 語らひし 心そむきて 家離りいます（『万葉集』巻5-794）[9]

- 惑へる情を反さしむる歌
  - 父母を 見れば尊し 妻子見れば めぐし愛し 世の中は かくぞ道理 もち鳥の かからはしもよ 行方知らねば 穿沓を 脱ぎ棄るごとく 踏み脱ぎて 行くちふ人は 石木より 成りてし人か 汝が名告らさね 天へ行かば 汝がまにまに 地ならば 大君います この照らす 日月の下は 天雲の 向伏す極み 谷蟆の さ渡る極み 聞しをす 國のまほらぞ かにかくに 欲しきまにまに 然にはあらじか（『万葉集』巻5-800）[9]
  - ひさかたの 天道は遠し なほなほに 家に帰りて 業を為まさに（『万葉集』巻5-801）[9]

- 子等を思ふ歌
  - 瓜食めば 子供念ほゆ 栗食めば まして偲はゆ 何処より 来たりしものぞ 眼交に もとな懸りて 安眠し寝さぬ（『万葉集』巻5-802）[注釈 1]
  - 銀も 金も玉も 何せむに まされる宝 子に如かめやも [注釈 2]（『万葉集』巻5-803）

- 大宰府「梅花の宴」で詠んだもの
  - 春されば まづ咲くやどの 梅の花 独り見つつや はる日暮らさむ（『万葉集』巻5-818）

- 松浦佐用姫を詠んだもの
  - 行く船を　振り留めかね　如何ばかり　恋しかりけむ　松浦佐用姫（『万葉集』巻5-874）など

- 奈良時代の農民の厳しい暮らしの様子を記した『貧窮問答歌』
  - 風まじり 雨降る夜の 雨まじり 雪降る夜は 術もなく 寒くしあれば 堅塩を 取りつづしろひ 糟湯酒 うち啜ろひて 咳かひ 鼻びしびしに しかとあらぬ ひげかきなでて 吾を除きて 人は在らじと 誇ろへど 寒くしあれば 麻ぶすま 引き被り 布肩衣 有りのことごと 著襲へども 寒き夜すらを 吾よりも 貧しき人の 父母は 飢ゑ寒からむ 妻子どもは 乞ひて泣くらむ この時は いかにしつつか 汝が世は渡る
  - 天地は 広しといへど 吾が為は 狭くやなりぬる 日月は 明しといへど 吾がためは 照りや給はぬ 人皆か 吾のみや然る わくらばに 人とはあるを 人並に 吾も作れるを 綿も無き 布肩衣の 海松のごと わわけさがれる かかふのみ 肩に打ち懸け 伏いほの 曲いほの内に 直土に 藁解き敷きて 父母は 枕の方に 妻子どもは 足の方に 囲みゐて 憂へ吟ひ かまどには火気ふき立てず こしきには 蜘蛛の巣かきて 飯炊く 事も忘れて 奴延鳥の のどよひをるに いとのきて 短き物を 端きると いへるがごとく 楚取る 里長が声は 寝屋処まで 来立ち呼ばひぬ かくばかり 術無きものか 世間の道（『万葉集』巻5-892）[9]
  - 世の中を 憂しとやさしと おもへども 飛びたちかねつ 鳥にしあらねば（『万葉集』巻5-893）

- 痾に沈みし時の歌（1首）
  - 士やも 空しかるべき 万代に 語り継ぐべき 名は立てずして（『万葉集』巻6-978）[9]

- 七夕の歌（12首）
  - 天漢 相向き立ちて わが戀ひし 君来ますなり 紐解き設けな（『万葉集』巻8-1518）[9] など

- 秋の野の花を詠める歌|2首）
  - 秋の野に 咲きたる花を 指折りて かき数ふれば 七種の花（『万葉集』巻8-1537）
  - 萩の花 尾花葛花 なでしこの花 女郎花 また藤袴 朝がほの花（『万葉集』巻8-1538）[9]

- 筑前国志賀の白水郎の歌（10首）
  - 大君の 遣さなくに さかしらに 行きし荒雄ら 沖に袖振る（『万葉集』巻16-3860）[9] など

なお、2019年5月1日から使用されている元号「令和」の典拠として、巻5の梅花の歌32首（815-846）の序文が採用されたが、山上憶良を序文の実作者とする説がある。

## 歌碑
赴任先の太宰府市はもとより筑後、筑豊地方の嘉麻市などに歌碑が多数存在する（有名な句はほとんどこの地で詠まれている）。また、「子等を思う歌一首」とその反歌とが、岐阜県神戸町の神戸町役場入口ロビーに、書家の日比野五鳳による書として彫り込まれたものがある。

## 官歴
注記のないものは『続日本紀』による。
- 大宝元年（701年） 正月23日：遣唐少録
- 時期不詳：正六位下
- 和銅7年（714年） 正月5日：従五位下
- 霊亀2年（716年） 4月27日：伯耆守
- 神亀3年（726年）頃：筑前守[13]
- 天平5年（733年）頃：卒去[13]

## 朝鮮半島誕生説
万葉学者の中西進は、憶良は天智・天武両天皇の侍医を務めた百済人憶仁の子で、百済の滅亡に際して父親と共に日本に渡来、近江国甲賀郡山直郷に住み着いたことから山上氏を称するようになったが、次第に土地の有力氏族である粟田氏に従属し同族化していったとする説を唱えている。この説に対しては、青木和夫、佐伯有清が、歴史学の立場から批判を加えている。